# 白狼山之战
白狼山之战是中国东汉末年、三国时代之前在207年的一场战役，发生于今天的中国东北地区。交战双方为東漢司空曹操的军队和与曹操敌人袁尚、袁熙结盟的游牧乌桓部落。战役的结果曹操方面取胜，乌桓的领地被摧毁，之后乌桓的势力被逐渐削弱，该部落的人口融入汉人或鲜卑部落，最终淡出历史舞台。曹營隨軍謀士郭嘉因水土不服身染重疾，在烏桓征討結束後客死遼東。

## 背景
190年代，北方军阀袁绍在对他与乌桓的共同的敌人军阀公孙瓒作战时与边境乌桓部落交好。公孙瓒在易京之战中覆亡后，袁绍把印信给乌桓盟军首领们，封他们为单于，并将宗人的女儿作为己女嫁给乌桓头领，巩固了联盟。乌桓辽西单于蹋顿尤其强大，因此得袁绍厚待。
袁绍在官渡之战败于曹操后不久死去，乌桓继续支持袁氏。后袁绍长子袁谭和少子袁尚为争夺继承权而互鬥，曹操从中取利。不久袁谭在与曹操作战时被杀，袁尚投奔幽州的二哥袁熙。袁氏兄弟在幽州又遭变兵攻打，北逃乌桓求援。此时乌桓在蹋顿领导下联合，蹋顿的强大势力使人传言他要仿效匈奴冒顿单于和鲜卑檀石槐在北方游牧部落中建立霸权。袁氏兄弟及大量追随者到来后，蹋顿得以指挥乌桓和汉人联军多达30万人。
乌桓以为袁尚收回故地为由，数次袭击漢朝边境，劫走漢朝百姓十万户。曹操注意到华北有此危机，盘算着根除乌桓的威胁。

## 计划和备战
曹操准备远征华北，命董昭于206年秋至207年春挖掘平虏渠和泉州渠以从水路运粮到华北。曹操做这些战争预备工作时，一些将领试图劝阻曹操深入北伐以防南方袭击：
袁尚已成流寇，夷狄贪婪无亲，岂能为袁尚所用！一旦我们深入征伐之，刘备必定说服刘表袭击许都。若此事发生，后悔都没用了。”
但曹操的谋士郭嘉作了如下分析，劝说采取急袭：
- 北方游牧人仗着中原离他们远，肯定不防备，趁机猝然攻打他们，可以击破和消灭之。
- 一旦北方未定而南征，袁氏兄弟和乌桓会为患，新安定的北方各州也将丢失。
- 荆州牧刘表不会被刘备说服袭击许都，他除了坐谈以外无所作为，知道自己的才能不足以驾驭刘备，并不信任，若予以重任则担心不能制住刘备，如仅予以轻任，则刘备不愿为之所用。

曹操赞同郭嘉的分析，207年夏，亲率军至易京并以易京为大本营，进军无终，当地向导田畴来投。

## 间接交锋
乌桓军的大本营在柳城，由无终发起的攻击线穿过渤海沿岸的平原地带。但七月，雨季降临，大雨在低地泛滥，道路泥泞，使得这片地区不能通过了。乌桓也料到了这条进攻线路，扼住河口，曹操军一时不能前进。
曹操就战况求助于熟悉当地且早先和乌桓有过争执的田畴。田畴告诉曹操一条通往西汉废弃的前沿领地的废弃道路。从那里军队可以行经无防守的地带，在乌桓最想不到的地方予以攻击，若如此做，“一仗也不用打就能得到蹋顿的首级”。曹操大喜过望，采纳计划，回师无终，命部下在水边的路上树立标志，写上：“中夏时节，道路不通。我们等秋冬了再进军。”敌军哨兵看到标志，相信曹操真的撤军了。如田畴所料，乌桓人大失算，以为任何不能穿越平原地带的军队都会撤回。
郭嘉建议“兵贵神速”，要曹操丢下辎重，迫使军队轻装前进，以免拖后腿和警醒敌军，曹操谨记在心。在田畴带路下，曹操率军轻装创造了被认为其戎马生涯中最值得纪念的军事冒险之一。他们攀越徐无山，经卢龙塞退出中国边境进入滦河上谷，在这片艰难的地区进军五百余里，在平冈转而东向，穿越鲜卑的牧地，再次进入东汉边境的山脉。这时曹操军已经包抄了蹋顿的防守营寨，正沿到海的方向直线前进，即将把敌军的领地一分为二。

## 战役
秋季八月，曹操军到大凌河谷，蹋顿及其盟军意识到状况仓促从备战地撤退，合兵向北迎战曹操。蹋顿、袁尚、袁熙和另两位乌桓单于楼班、乌延聚集数万人，並在白狼山遭遇曹操军。
这场遭遇对双方都是猝然的。由于敌军数量占优，辎重又被留在后方，曹军害怕了。另一方面，乌桓显然也无任何作战准备，并未成列，更没有试图阻止曹操进军以抢占先机。曹操及诸将登上一处斜坡观察敌军队列，发现乌桓军无序，在张辽的请战下，曹军立即挥兵冲锋，兵分三路；徐晃、于禁、许褚各领一路，曹操將自己的麾旗授予张辽作中军主力直冲蹋顿所部。张辽冲锋进攻，轻兵很快击败乌桓骑兵，曹纯部虎豹骑俘获蹋顿，蹋顿当阵为张辽斩杀。战役结束後20多万中国居民和乌桓部卒投降曹操。

## 后果
此战是决定性的——曹操仅用这一场遭遇战就摧毁了乌桓抵抗的基础。袁氏兄弟和幸存的乌桓头领苏仆延、楼班、乌延等率領數千殘卒，东逃军阀公孙康治下的辽东；由於辽东远离京城，加上當時中国混乱，公孙康实质一定程度上独立于汉廷。他曾表示欲派步卒三万，骑万匹，直指邺城，将领们皆说可以，只有乐浪太守凉茂说曹操定国安邦，公孙康若反抗就是反抗汉朝，必会遭到诛杀。将领们听后都大惊，公孙康赞同凉茂。
九月，曹操继续进军柳城，暂歇，不顾下属敦促，作无意攻辽东状。他说：“我只要安排公孙康砍下袁尚和袁熙的首级送给我。不需要劳烦士卒。”后来他解释说，施压辽东可能让袁尚和公孙康联手对抗他，但若放任他们自行处理，他们将会内斗。
袁尚、袁熙到辽东后数日，公孙康去看他们。袁尚计划杀公孙康，夺其地以为袁氏所有，但公孙康先发制人杀了兄弟俩並献首曹操，跟随袁氏的乌桓头领也未能幸免，皆遭斩首，餘眾數千人，少部分逃散，其餘大都為公孫康併吞。
此后，曹操军因早冬寒冷、食物短缺、干旱而受损，被迫掘地三十餘丈，方得水源；殺馬數千匹為食，曹操从柳城艰难撤回华北平原。提出致胜建议的郭嘉和前军阀张繡都在此役中过世。归途中，曹操褒赏了先前反对他攻打乌桓的谋士们，承认此举太过冒险，幸蒙天佑。雖然刘备曾试图说服刘表趁曹操远在北方時予以攻击，但正如郭嘉所料，刘表并未把握此次机遇，后悔不迭。
十一月，在易水河岸，没有参与蹋顿的抵抗的乌桓头领难楼和普富卢前來向曹操致贺並正式归顺。投降的乌桓人被集体迁到中国本土，他们的骑兵成为中国突出的部隊。在曹操的餘年里，乌桓再未对他的领地造成危险，尽管在216年和218年爆发了小规模叛乱。
蹋顿和袁氏兄弟死后，曹操对华北的控制无可撼动。在华北的成功给曹操树立了巨大的威信，他在208年成为丞相。北疆安定，也使他在同一年能够集中军事力量对付南方的刘表。
另一方面，白狼山之战打垮了乌桓部落，餘部在東北、高句丽、辽东西界避难。数年后，这些乌桓餘部最终被附近的强大势力所吸收，一些被中原漢族同化，大部分被融入鲜卑。乌桓的衰落由白狼山之战开始，最终摧毁了乌桓本身及其维持政治独立的能力，使乌桓在很大程度上不再被视为华北地区的一个独立族群了。

### 引用
1. ↑  陈寿，《三国志》，卷1，〈武帝纪〉
2. 1 2  de Crespigny (2004)，Jian'an 11: J.
3. ↑  de Crespigny (1984), p. 407
4. ↑  de Crespigny (1984), pp. 552-555, note 100
5. 1 2 3  de Crespigny (2004)，Jian'an 12: B.
6. 1 2  de Crespigny (2004)，Jian'an 12: D.
7. 1 2  de Crespigny (1984)，第410頁.
8. ↑  de Crespigny (2004)，Jian'an 12: E, note 11.
9. 1 2  de Crespigny (1984), p. 411
10. ↑  陈寿，《三国志》，卷9，〈诸夏侯曹传〉
11. ↑  陈寿，《三国志》，卷17，〈张乐于张徐传〉
12. ↑  de Crespigny (2004)，Jian'an 12: E.
13. ↑  《凉茂传》作公孙康父前辽东太守公孙度事，但公孙度在建安九年（204年）已经去世。
14. ↑  de Crespigny (2004)，Jian'an 12: F.
15. ↑  de Crespigny (1984)，第413頁.
16. ↑  de Crespigny (2004)，Jian'an 12: L.
17. 1 2  de Crespigny (1984), p. 412
18. 1 2  de Crespigny (1984), p. 415
19. ↑  de Crespigny (2007), p. 37
20. ↑  de Crespigny (1984), p. 416

### 传记
- 陈, 寿. . 200年代.
- de Crespigny, Rafe. . Australian National University. 1984. ISBN 0-86784-410-8.
- de Crespigny, Rafe.  2004 Internet. Australian National University. 1996  [2020-02-19]. （原始内容存档于2016-11-30）.
- de Crespigny, Rafe. . Leiden, South Holland: Brill. 2007. ISBN 978-90-04-15605-0.